# Papaccella napoletana
La papaccella napoletana  è un particolare tipo di peperone corto e polputo, di sapore dolce, che può essere usato fresco fritto in padella in accompagnamento a piatti di carne di maiale, o conservato in salamoia o sotto aceto. Nell'Italia centrale (peperone chiochiera) viene utilizzata fresca e ripiena di carne o tonno, e poi stufata in olio.
È riconosciuta come prodotto agroalimentare tradizionale della regione Campania.

## Etimologia
Deriva il suo nome dal latino volgare: pipiricella(m) > paparicella(m) > paparcella(m) > papaccella(m). In altre regioni, specialmente dell'Italia Centrale, questo particolare tipo d'ortaggio assume i nomi più svariati da "chiacchiera", "chiochiera", a "pupacchiella".